# 双河镇 (钟祥市)
双河镇，是中华人民共和国湖北省荆门市钟祥市下辖的一个乡镇级行政单位。

## 行政区划
双河镇下辖以下地区：
双河社区、官冲村、双丰村、黄坪村、尹坪村、天台村、双龙村、夏冲村、光明村、民生村、林坪村、丁坪村、双冲村、长冲村、斑竹村、丽山村、周坪村、段集村、罗冲村、白云村、高楼村、杨坪村、巷冲村、崔岩村、肖坪村、三同村、竹林村、曾集村、石龙村、藕湖村、大桥村、三里村、龙峪村、乐乡关村和南棚村。

## 交通
- 焦柳铁路：双河站